# Gamal Abd el-Nasser
Gamāl ʿAbd al-Nāṣir Ḥusayn, traslitterato anche Jamāl ʿAbd al-Nāṣir Ḥusayn (IPA: [ɡæˈmæːl ʕæbdenˈnɑːsˤeɾ ħeˈseːn]), ma in Occidente conosciuto semplicemente come Nasser (in arabo جمال عبد الناصر حسين‎?; Alessandria d'Egitto, 15 gennaio 1918 – Il Cairo, 28 settembre 1970), è stato un militare e politico egiziano, secondo presidente dell'Egitto, dal 23 giugno 1956 al 28 settembre 1970, il giorno della sua morte.
Guidò il colpo di Stato repubblicano che, nel 1952, abbatté la monarchia del re Fārūq I, assumendo la carica di primo ministro in seno al nuovo ordinamento statale nel 1954. Da quel momento in poi iniziò una lunga gestione del potere che lo vide diventare presidente dell'Egitto dopo avere destituito il generale Muḥammad Naǧīb.
È considerato una figura centrale nella storia moderna del Medio Oriente e del Nordafrica della seconda metà del XX secolo. Nazionalizzò il canale di Suez e respinse le pretese di Francia e Regno Unito per continuare a controllare il canale, guadagnando un'altissima popolarità presso le masse arabe. Grande sostenitore dell'anticolonialismo e del panarabismo, Nāṣer fondò con Jawaharlal Nehru e Josip Broz Tito il Movimento dei paesi non allineati. Perse parte del proprio prestigio dopo la sconfitta nella guerra dei sei giorni contro Israele, ma mantenne un ruolo chiave in tutti i successivi dialoghi tra le parti avverse.
In politica interna fu propugnatore del cosiddetto socialismo arabo, un sistema socioeconomico e politico caratterizzato da un forte dirigismo e interventismo statale contestualmente alle caratteristiche intrinseche delle società arabe, distinguendosi inoltre per la realizzazione di grandi progetti industriali, come la diga di Aswān, portata a termine proprio nell'anno della sua dipartita.
Gamāl ʿAbd al-Nāṣer incarna ancora oggi un simbolo di dignità araba per i suoi sforzi, tesi al raggiungimento di una maggiore giustizia sociale, mentre i suoi detrattori ne criticano l'impostazione politica di base autoritaria (accentuatasi soprattutto sul finire della sua parabola esistenziale quanto politica) e fondamentalmente populistica, le sue violazioni dei diritti umani e l'incapacità di dare vita a istituzioni civili solide e durature nel Paese.

## Biografia

### Primi anni
Nasser nacque ad Alessandria d'Egitto il 15 gennaio 1918 in una modesta famiglia originaria di Beni Morr, un piccolo centro abitato non molto distante dalla città di Asyūṭ, figlio di un funzionario postale, ʿAbd al-Nāṣer.
Il giovane Gamāl studiò per i primi due anni ad Asyūṭ e per otto anni ad al-Khaṭāṭba, una località sita a nord-ovest del Cairo, presso il confine libico.
All'età di otto anni, rimasto orfano per la morte dell'amatissima madre, venne inviato al Cairo, presso lo zio materno, Khalīl Ḥusayn, ma già nel 1929 tornò dal padre, trasferito ad Alessandria, che si era da poco risposato.
Nel corso dei suoi studi secondari superiori, come presidente del "Comitato dei liceali", partecipò all'attività politica nei ranghi dei nazionalisti, che cercavano di ottenere l'indipendenza dal Regno Unito.
Il 13 novembre 1935, nel corso di una manifestazione, venne leggermente ferito da un colpo di arma da fuoco esploso da un gendarme britannico.
Nel 1937 entrò all'Accademia militare egiziana, dopo avere conseguito la laurea in giurisprudenza nell'Università del Cairo. Nel luglio 1938 ottenne i gradi di sottotenente. Partecipò come ufficiale dell'esercito alla guerra arabo-israeliana del 1948.
La constatazione della manifesta impreparazione dell'esercito e del Paese rafforzarono i suoi sentimenti repubblicani. Prese parte così ai dibattiti all'interno dell'esercito, che sfociarono nella costituzione dell'organizzazione segreta dei "Liberi Ufficiali" (al-Ḍubbāṭ al-Aḥrār), divenuta poi il modello di riferimento di quasi tutti i movimenti clandestini filo-repubblicani del mondo arabo nel secondo dopoguerra (in Algeria, Siria, Iraq, Tunisia, Yemen del Nord, Sudan e Libia).
Si sposò nel 1944 con Taḥiya Kāẓem, dalla quale ebbe cinque figli: Hodā, Mona (che sposò Ashraf Marwan), Khaled, ʿAbd al-Ḥamīd e ʿAbd al-Ḥakīm.

### Il colpo di Stato repubblicano
Nella notte fra il 22 e il 23 luglio 1952 la monarchia fu abbattuta da un colpo di Stato promosso dal movimento clandestino dei "Liberi ufficiali". Il re Fārūq I venne detronizzato e costretto il 26 luglio all'esilio. Il trono passò del tutto formalmente al figlio Fu'ad II, neonato, in esilio col padre.
Venne formato un governo provvisorio; a guidarlo fu chiamato il generale Muḥammad Naǧīb, capo del Consiglio del Comando della Rivoluzione egiziano (CCR), organismo di cui Nasser era il vice. Il futuro Raʾīs assunse nel governo l'incarico nevralgico di ministro dell'interno. Naǧīb il 18 giugno 1953, a seguito della dichiarazione della Repubblica, ne divenne il primo presidente.
Ad aprile del 1954 Naǧīb fu però indotto a lasciare spazio all'"uomo forte" del regime, il tenente colonnello Gamāl ʿAbd al-Nāṣer, nominato primo ministro, mentre un accordo firmato il 19 ottobre di quell'anno con il Regno Unito sullo sgombero entro 20 mesi delle forze militari britanniche, pur protraendo la presenza di tecnici nella zona del canale di Suez, venne contestato dall'organizzazione islamica dei Fratelli Musulmani.
A essa il governo rispose energicamente, cercando di indurre l'organizzazione a destituire il proprio capo, Hasan al-Hudaybi.
Gamāl ʿAbd al-Nāṣer venne fatto oggetto il 26 ottobre di un attentato di cui vennero incolpati i Fratelli Musulmani. Due giorni dopo l'organizzazione fu sciolta d'autorità; il 30 ottobre al-Ḥudaybī e i maggiori dirigenti della Fratellanza furono arrestati.
Il 14 novembre il presidente Naǧīb fu destituito e posto agli arresti domiciliari. Sei dirigenti della Fratellanza furono condannati a morte, ma al-Ḥudaybī vede commutata la sua pena nell'ergastolo.

### La nazionalizzazione della Compagnia del Canale
Dopo l'adozione di una Costituzione repubblicana di ispirazione socialista con partito unico il 16 gennaio 1956 Nasser, eletto il 23 giugno presidente della Repubblica (Raʾīs), nazionalizzò il 26 luglio 1956 la Compagnia del Canale di Suez (di proprietà franco-britannica).
Questo diede modo al presidente egiziano di recuperare appieno l'indipendenza del Paese ma fornì anche la giustificazione per Francia e Regno Unito di organizzare un'operazione militare congiunta contro l'Egitto, cui si unì Israele, che riuscì a condurre una brillante operazione militare, in risposta alla minaccia di Nasser di impedire allo Stato ebraico il transito attraverso il canale di Suez, che si concluse con la rapida conquista dell'intero Sinai, da Rafah ad Al-Arish. Il 31 ottobre truppe anglo-francesi bombardarono Il Cairo, e il 5 novembre occuparono Porto Said.
Bisogna osservare che la crisi di Suez comportò che le potenze democratiche occidentali (prevalentemente Francia e Regno Unito) e gli USA, non reagissero significativamente alla sanguinosa invasione sovietica dell'Ungheria, che raggiunse il culmine proprio nell'ottobre del 1956.
La guerra del 1956 venne interrotta dall'intervento congiunto sovietico-statunitense, si disse con la minaccia addirittura di un intervento nucleare su Londra e Parigi da parte dell'URSS, ma nulla venne fatto per impedire a Israele di realizzare il suo progetto malgrado il suo esercito, guidato dal genio tattico del generale Moshe Dayan, avesse proseguito nella sua rapida avanzata dopo l'ordine dell'ONU di cessate il fuoco fra le parti. Il "cessate-il-fuoco" entrò in vigore l'8 novembre, e il 15 dello stesso mese, truppe di pace dell'ONU giunsero nella zona di guerra.

### Il socialismo arabo
A partire dal 1961 Gamal ʿAbd al-Nāṣer lanciò un vasto piano di nazionalizzazioni, che rispondeva a un ambizioso disegno di sviluppo di un suo originale modello di società socialista, tarata sulle caratteristiche e particolarità del mondo arabo (in realtà, per molti suoi aspetti, somigliante più a una specie di capitalismo di Stato caratterizzato da una certa attenzione rivolta a politiche sociali redistributive che a un sistema socialista vero e proprio).
Rilevante fu il loro impatto sull'economia egiziana: banche e moltissime imprese furono nazionalizzate, la proprietà terriera ulteriormente frammentata per essere poi redistribuita tra i braccianti e contadini poveri e i grandi patrimoni privati espropriati. Vennero introdotte riforme per creare un sistema di assistenza sanitaria, rafforzare i diritti delle donne, assicurare un salario minimo garantito e una riduzione dell'orario di lavoro e istituire un sistema di istruzione gratuita per tutti.
Tuttavia Nasser non riuscì a tradurre tutti questi suoi propositi in successi concreti; il ritmo serratissimo che impose alla sua riforma agraria e soprattutto al piano di industrializzazione del Paese produssero infatti dei grossi scompensi.

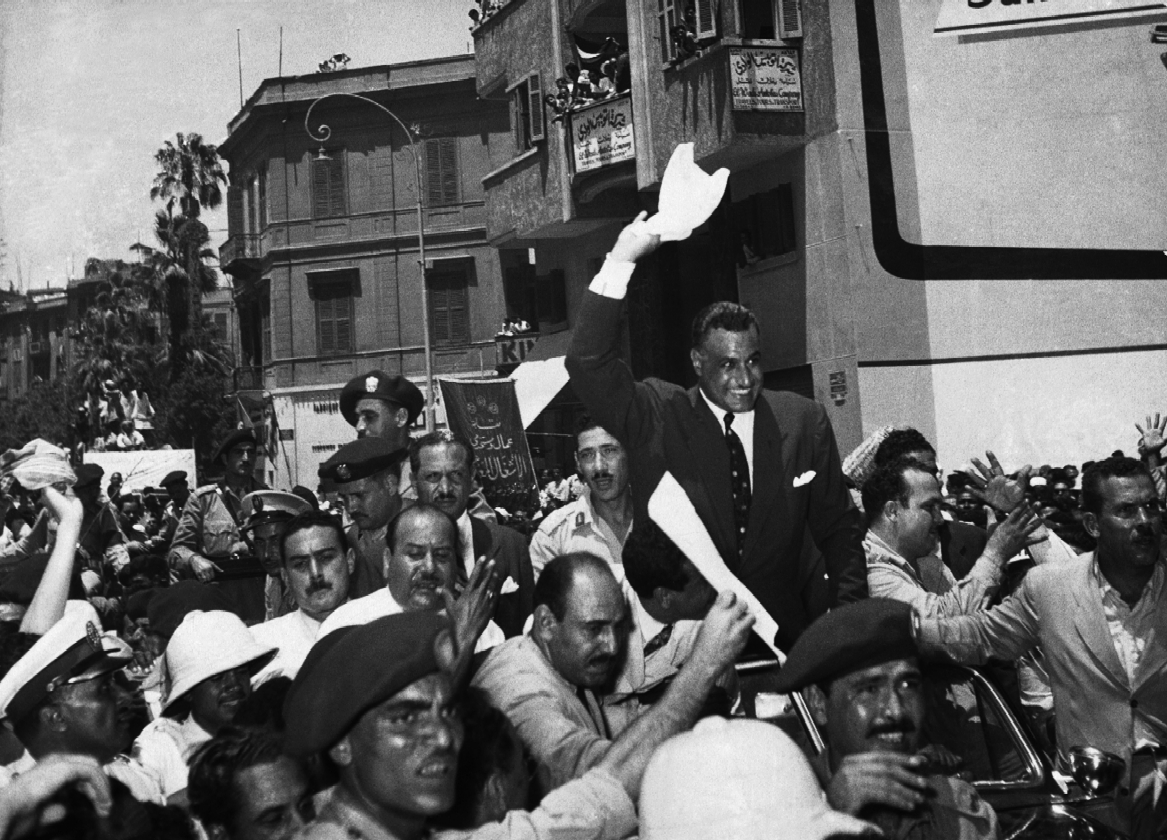
Gamal ʿAbd al-Nāṣer, tra la folla che lo acclama, dopo l'annuncio della nazionalizzazione della Compagnia del Canale di Suez (1º agosto 1956)

### La politica estera
Dopo avere partecipato alla conferenza di Bandung del 1955 Nasser si avvicinò alle posizioni neutraliste del presidente jugoslavo Josip Broz Tito e del primo ministro indiano Jawaharlal Nehru, e con essi fondò sei anni dopo il Movimento dei paesi non allineati, stabilendo forti legami tra i Paesi del terzo mondo, nel tentativo di trovare una via alternativa alla logica "bipolare" prodotta dalla guerra fredda.
Nasser intraprese una politica regionale tesa a promuovere una vasta solidarietà tra tutti gli Stati arabi: nel gennaio del 1958 la Siria pretese, per rafforzare la sua sicurezza, di avviare immediatamente un processo di fusione con l'Egitto, dando così origine alla Repubblica Araba Unita (RAU), alla quale presto si aggiunse quella parte dello Yemen che, a opera del colonnello Sallāl, si era ribellato all'Imam Yaḥyā e al suo successore Muhammad al-Badr per costituire una repubblica nella zona di territorio sotto il proprio controllo.
L'Egitto intervenne militarmente al fianco delle forze golpiste, mentre l'Arabia Saudita appoggiava le forze monarchiche; l'intervento in Yemen si rivelò un grave errore politico per Nasser, poiché lo costrinse a impegnare l'esercito in un logorante conflitto quinquennale.
L'Egitto di Nasser ebbe tuttavia un ruolo di primo piano in seno alla Lega araba, utilizzando il conflitto contro Israele per realizzare una maggiore unità economica e politica dei Paesi arabi.
La creazione dell'Organizzazione per la Liberazione della Palestina (OLP) fu infatti ampiamente favorita dal presidente egiziano.
Nel settembre 1961 la Siria pretese però di recuperare la sua piena indipendenza per l'eccessivo squilibrio di potere all'interno dell'unione e l'Egitto, per esplicita volontà di Nasser, non prese alcuna misura per impedirlo; la Siria si ritirò dalla RAU, il cui nome rimase all'Egitto per altri dieci anni.

### La guerra dei sei giorni

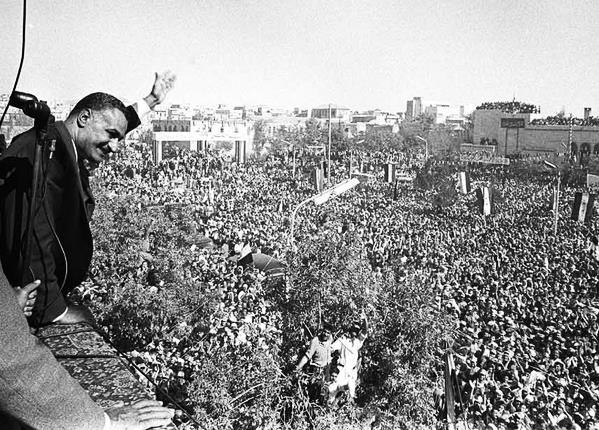
Gamāl ʿAbd al-Nāṣer saluta la folla a Ḥamā nel 1960

La guerra dei sei giorni del 1967 fu ancor più devastante per l'Egitto e per le sorti del nasserismo e della sua concezione panaraba. Alla testa di una coalizione militare che, oltre all'Egitto, comprendeva la Siria e la Giordania, ottenne il ritiro delle truppe interposte dell'ONU lungo il confine israelo-egiziano e decise di bloccare i passaggi marittimi verso Israele.

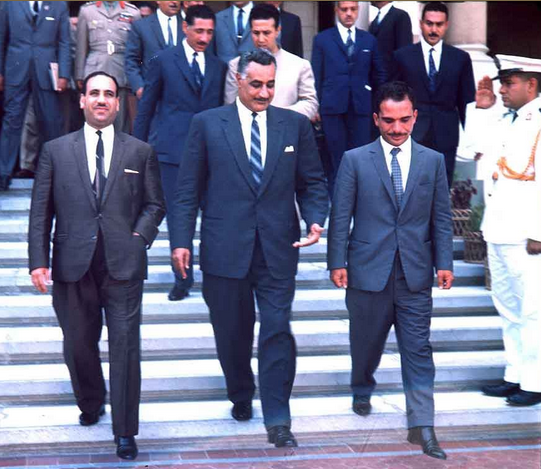
Gamāl ʿAbd al-Nāṣer (al centro) con ʿAbd al-Salām ʿĀrif e il re Husayn di Giordania al vertice della Lega araba di Alessandria, 1964

Malgrado fosse stato ammonito da Tel Aviv che la chiusura alla navigazione degli stretti di Tiran avrebbe rappresentato un casus belli, l'aviazione e l'esercito egiziani si fecero cogliere il 5 giugno 1967 del tutto impreparati nelle loro basi (con la distruzione in un solo attacco di trecento velivoli militari, tutt'altro che in stato di allerta e posizionati a terra) dalle forze armate israeliane guidate dal capo di stato maggiore, generale Moshe Dayan.
Israele, che aveva con grande determinazione scatenato il suo attacco e conseguito i suoi obiettivi tattici e strategici, non ebbe alcuna difficoltà a inglobare la Cisgiordania sotto amministrazione giordana, le alture siriane del Golan e l'intera penisola del Sinai egiziana mediante una rapidissima azione di accerchiamento, come pure la Striscia di Gaza che l'Egitto amministrava con un suo governatore militare dal 1948.
Nasser, riconosciuta la colossale sconfitta militare, rassegnò le dimissioni, poi subito ritirate a seguito delle massicce pressioni dell'opinione pubblica egiziana: centinaia di migliaia di sostenitori si erano riversati nelle piazze arabe per manifestargli sostegno e rifiutare le sue dimissioni.
Il presidente continuò infatti ad avere l'appoggio delle grandi masse di popolazione egiziana, grazie al suo innegabile carisma.
Risale al 1967 la destituzione di ʿAbd al-Ḥakīm ʿĀmer, amico e compagno di Nasser e primo responsabile dell'inadeguatezza della condotta militare egiziana, che si suicidò subito dopo.

### L'allontanamento dagli Stati Uniti

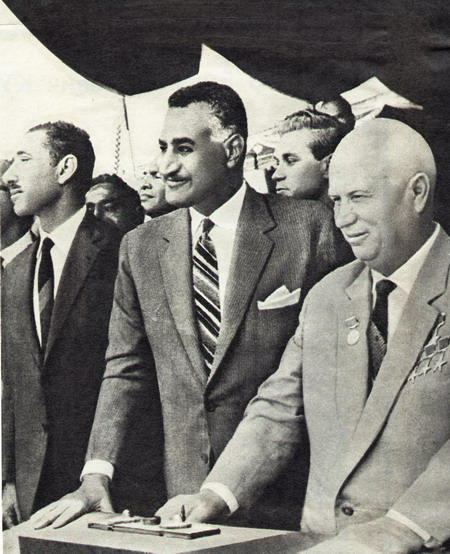
Il Raʾīs alla cerimonia di inaugurazione dell'alta diga di Assuan, tra il primo ministro sovietico Nikita Khruscev e il ministro della guerra egiziano ʿAbd al-Ḥakīm ʿĀmer

Malgrado un'iniziale simpatia di Nasser nei confronti degli USA, specialmente dopo l'intervento di Eisenhower contro l'attacco militare anglo-francese nella zona del vanale, la politica egiziana prese sempre più le distanze da Washington a causa del rifiuto del Cairo di entrare a fare parte di uno schieramento anti-sovietico incentrato sul Patto di Baghdad composto da Iraq, Turchia, Iran, USA e Regno Unito, cui gli USA replicarono creando gravi difficoltà per il necessario finanziamento da parte del Fondo Monetario Internazionale (FMI) al progetto esposto fin dal 1952 di costruire una diga (Alta Diga, "al-Sadd al-ʿĀlī") ad Assuan, sul fiume Nilo, che avrebbe garantito l'autosufficienza energetica a un Paese povero di idrocarburi e che avrebbe permesso di bonificare le terre a ovest del Nilo, dalla depressione di al-Qaṭṭāra (nord-ovest egiziano) alle aree a sud di Assuan, per un totale di diverse centinaia di migliaia di chilometri quadrati.
Per reazione l'Egitto si rivolse allora all'Unione Sovietica che, cogliendo la favorevole opportunità politica e strategica, finanziò la gigantesca operazione.

### Il declino e la repressione del dissenso
Nasser riuscì in qualche misura a raddrizzare la situazione grazie a imponenti rifornimenti di armi sovietiche e all'avvio a luglio del 1969 di una "guerra d'attrito" con Israele che mantenne vivo lo spirito patriottico e nazionalistico egiziano.
Cionondimeno l'esperienza nasseriana era ormai segnata dalla catastrofe militare e politica del 1967 e anche il dibattito interno – che pure era inizialmente stato molto vivace – fu sempre più mal sopportato dal regime che, negli anni precedenti, aveva provveduto a soffocare qualsiasi tipo di opposizione, specie quella rappresentata dalla sinistra comunista (il socialismo panarabo nasseriano aveva infatti, a dispetto delle sue alleanze tattiche con il blocco orientale, un'anima profondamente anti-marxista e ben poco propensa a molte delle istanze del comunismo) e dai Fratelli Musulmani, dei quali un esponente di spicco, Sayyid Quṭb, venne arrestato il 9 agosto 1965 e giustiziato al Cairo il 29 agosto 1966. L'arresto di Quṭb rappresentò il momento culminante di una seconda ondata repressiva contro la Fratellanza a causa della sua implacabile ostilità al progetto nasseriano di cambiamento della società egiziana. Nasser fece arrestare, torturare e impiccare un numero imprecisato di militanti (secondo i Fratelli Musulmani alcune decine di migliaia), detenuti per anni in prigioni e in campi di concentramento costituiti appositamente nel deserto, tanto da indurre molti di loro a cercare rifugio in Arabia Saudita.
Intanto l'intensa attività politica e il fumo avevano profondamente minato la salute del Raʾīs: al diabete, diagnosticatogli già nel 1960, si erano aggiunti l'arteriosclerosi, l'ipertensione e altri problemi cardiaci. Mentre si trovava a Mosca per cure mediche nel maggio del 1970, venne persuaso ad accettare la proposta di tregua statunitense per la guerra d'attrito.

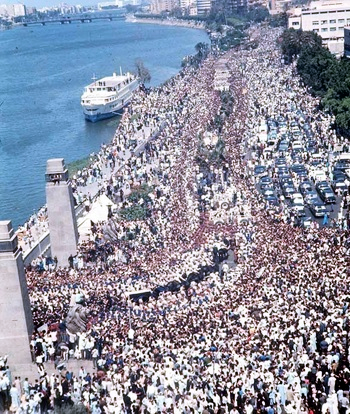
Funerali di Nasser

Il 27 settembre 1970 Nasser riunì urgentemente al Cairo i leader arabi per trovare una soluzione al conflitto noto come Settembre nero in Giordania. La conduzione dell'estenuante maratona negoziativa, complessivamente riuscita, fra il re Husayn di Giordania e il leader dell'OLP Yasser Arafat, fu la sua ultima fatica politica.
Il giorno successivo morì improvvisamente nella residenza presidenziale per un attacco cardiaco.
La notizia venne accolta con estremo cordoglio in tutto il mondo arabo, dove la sua figura aveva raggiunto un valore emblematico, e al suo funerale al Cairo partecipò una folla commossa di cinque milioni di persone nonché tutti i capi di Stato arabi (meno il re saudita Fayṣal).
Durante il passaggio del carro funebre, issato su un affusto di cannone, non mancarono disordini ed eccessi: furono almeno una cinquantina i morti tra la gente che voleva a tutti i costi toccare la bara per ingraziarsi la benedizione del defunto.
Venne sepolto nella moschea al-Naṣr, da allora ribattezzata moschea ʿAbd al-Nāṣer.
Alla presidenza della Repubblica salì il vicepresidente Anwar al-Sadat, che con Nasser aveva fatto parte del movimento dei "Liberi ufficiali", che da lì in poi attuò una ristrutturazione radicalissima dell'organizzazione socioeconomica egiziana, annullando molte delle riforme maggiori nasseriane.
Una università in Guinea è intitolata a lui .

## Opere
Gamāl ʿAbd al-Nāṣer ha scritto vari libri che espongono i suoi punti di vista sull'Egitto e sulla situazione internazionale che lo coinvolgeva:
- Memoires on the 1948 Palestine war, 1955.
- Towards freedom, 1959.
- Egypt's Liberation The Philosophy of the Revolution, 1955 - https://web.archive.org/web/20070416085815/http://nasser.bibalex.org/nasserBooks/BookView.aspx?BID=1 (in arabo)